# Stachys obliqua
Stachys obliqua là một loài thực vật có hoa trong họ Hoa môi. Loài này được Waldst. & Kit. miêu tả khoa học đầu tiên năm 1805.